# 181

181(백팔십일)은 180보다 크고 182보다 작은 자연수다.

## 수학
- 42번째 소수(素數)다. 앞의 소수는 쌍둥이 소수인 179, 다음 소수는 191이다.
  - 9번째 회문 소수다. 앞의 회문 소수는 151, 다음은 191이다.
- 피타고라스 삼조의 빗변의 길이이다. ({\displaystyle 19^{2}+180^{2}=181^{2}})[a]
- {\displaystyle 181=29+31+37+41+43}
  - 연속하는 소수(素數) 5개의 합으로 나타낼 수 있으며, 이 성질을 지닌 앞의 수는 161, 다음 수는 199다.
- {\displaystyle 181=9^{2}+10^{2}}
  - 10번째 중심있는 사각수로, 연속하는 두 자연수의 제곱합으로 나타낼 수 있다. 앞의 중심있는 사각수는 145, 다음은 221이다.
- 9번째 중심있는 오각수다. 앞의 중심있는 오각수는 141, 다음은 226이다.
- {\displaystyle 48^{3}-1}은 181로 나누어떨어진다.

## 과학
- NGC 181: 안드로메다자리 방향에 있는 나선은하.

## 교통
- 일본 181번 국도: 오카야마현 쓰야마시에서 돗토리현 요나고시까지 이어지는 일본의 국도.
- 현도 제181호선

## 군사
- U-181(영어판, 독일어판): 제2차 세계 대전에 사용된 나치 독일의 군용 잠수함. 일본 제국에 인수되기도 했다.

## 문화유산
- 대한민국의 국보 제181호: 장양수 홍패
- 대한민국의 보물 제181호: 청양 장곡사 하 대웅전
- 대한민국의 사적 제181호: 경주 신문왕릉

## 방송
- 스카이라이프의 BTN 불교TV 채널 번호.
- 지니 TV의 MTN 머니투데이방송 채널 번호.[1]
- U+ TV의 OBS W 채널 번호.

## 기타
- 연도: 181년, 기원전 181년